# Pokalturneringen i ishockey for kvinder 2023-24
Pokalturneringen i ishockey for kvinder 2023-24 var den fjerde udgave af Pokalturneringen i ishockey for kvinder. Turneringen blev arrangeret af Danmarks Ishockey Union med deltagelse af de fire hold i Kvindeligaen, der spillede semifinaler efterfulgt af en finale, alle i form af én kamp. Turneringen blev spillet som et Final 4-stævne i Frihedens Idrætscenter i Hvidovre i perioden 19. - 20. januar 2024.
Turneringen blev vundet af Rødovre Mighty Bulls Q, som i finalen besejrede Hvidovre IK med 4-1, og som dermed vandt Pokalturneringen i ishockey for kvinder for andet år i træk og for anden gang i alt. Rødovre blev dermed den første klub, der vandt titlen to gange. Det var tredje år i træk, at finalen i Pokalturneringen var et opgør mellem de to lokalrivaler fra Vestegnen.
Julie Funch Østergaard fra Hvidovre IK blev kåret som "årets pokalfighter".

## Semifinaler
| Dato       | Kl.   | Kamp                                      | Res.  | Perioder      | Tilsk. | Ref.        |
| ---------- | ----- | ----------------------------------------- | ----- | ------------- | ------ | ----------- |
| 19. januar | 17:15 | Frederikshavn IK – Rødovre Mighty Bulls Q | 01–13 | 0-3, 1-6, 0-4 | 50     | Kamprapport |
| 19. januar | 20:00 | Odense IK – Hvidovre IK                   | 1–7   | 0-1, 0-3, 1-3 | 50     | Kamprapport |

## Finale
Pokalfinalen blev afgjort i én kamp mellem vinderne af de to semifinaler.
| Dato       | Kl.   | Kamp                                 | Res. | Perioder      | Tilsk. | Ref.        |
| ---------- | ----- | ------------------------------------ | ---- | ------------- | ------ | ----------- |
| 20. januar | 19:00 | Rødovre Mighty Bulls Q – Hvidovre IK | 4–1  | 2-0, 1-1, 1-0 | 144    | Kamprapport |